# デス・エンジェル
デス・エンジェル（DEATH ANGEL） は、アメリカ合衆国出身のスラッシュメタル・バンド。
サンフランシスコ産のスラッシュメタル「ベイエリア・スラッシュ」を代表するバンドの一つ。当初はアグレッシヴなスタイルであったが、その後ファンクの要素やバラードを取り入れたスタイルで開花した。

## 略歴
1986年にメタリカのカーク・ハメットのプロデュースにより製作されたデモテープ『Kill As One』がアンダーグラウンドシーンで評判を呼び、1987年に「エニグマ・レコード」と契約を結んでリリースした1stアルバム『The Ultra-Violence』でデビューを飾った。このときメンバーの平均年齢は17歳で、ドラム担当のギャレオンはわずか14歳であった。
その後、スラッシュメタルにファンクの要素を取り入れて、唯一無二のオリジナリティを獲得し順調に活動をしていくが、1990年に起きたツアーバスの事故でギャレオンが頭部に重傷を負う。事後処理の対応も含め、マネジメントとの関係が悪化し、バンドは活動停止状態に陥る。
ギャレオンの怪我が完治しバンドに復帰するが、オゼグエダはバンドを脱退（これは大学に行くためと言われていたが『Killing Season』発表後のインタビューでそのような事実はなく、本人も驚いたと語っている）。他のメンバーは新たに1993年から「ジ・オーガニゼーション（THE ORGANIZATION)」に改名し、音楽性もオルタナティヴ・ロックに大きく変貌する。その後、二枚のアルバムを発表するが、デニスの脱退で短命に終わった。
2001年、癌との闘病中だったテスタメントのヴォーカル、チャック・ビリーの為のベネフィットイベント「スラッシュ・オブ・ザ・タイタンズ」にエクソダス、テスタメント、フォビドゥン、ヴァイオレンス、ヒーゼン、ラーズ・ロキットらと共に出演するためにオリジナル・リズム・ギタリストのガスを除いた4名に古くから音楽で関わりのあった友人、テッド・アギュラーを加え、再結成ライブを行い、これを機に活動を再開する。
2004年3月、DEATH ANGELとしては14年ぶりとなる4thアルバム『The Art of Dying』をリリースし、同9月には「THRASH DOMINATION 04」で来日しオーヴァーキル、フロットサム・アンド・ジェットサムと共演した。
2006年7月、スラッシュメタル・フェス『THRASH DOMINATION 06』で初来日。クロノスが急病のため降板した「ヴェノム」に代わり、見事なパフォーマンスで大トリを務めた。
2008年2月、5thアルバム『Killing Season』を発表。これまでサウンドの特徴としていたファンク要素が皆無に等しくバラードも封印し、スラッシュ・メタル、ハード・ロックの原点に戻った作品になっている。同年12月、音楽性の違いによりオリジナル・ベーシストのデニスが脱退した。しかし、友好的なものであったと語られている。

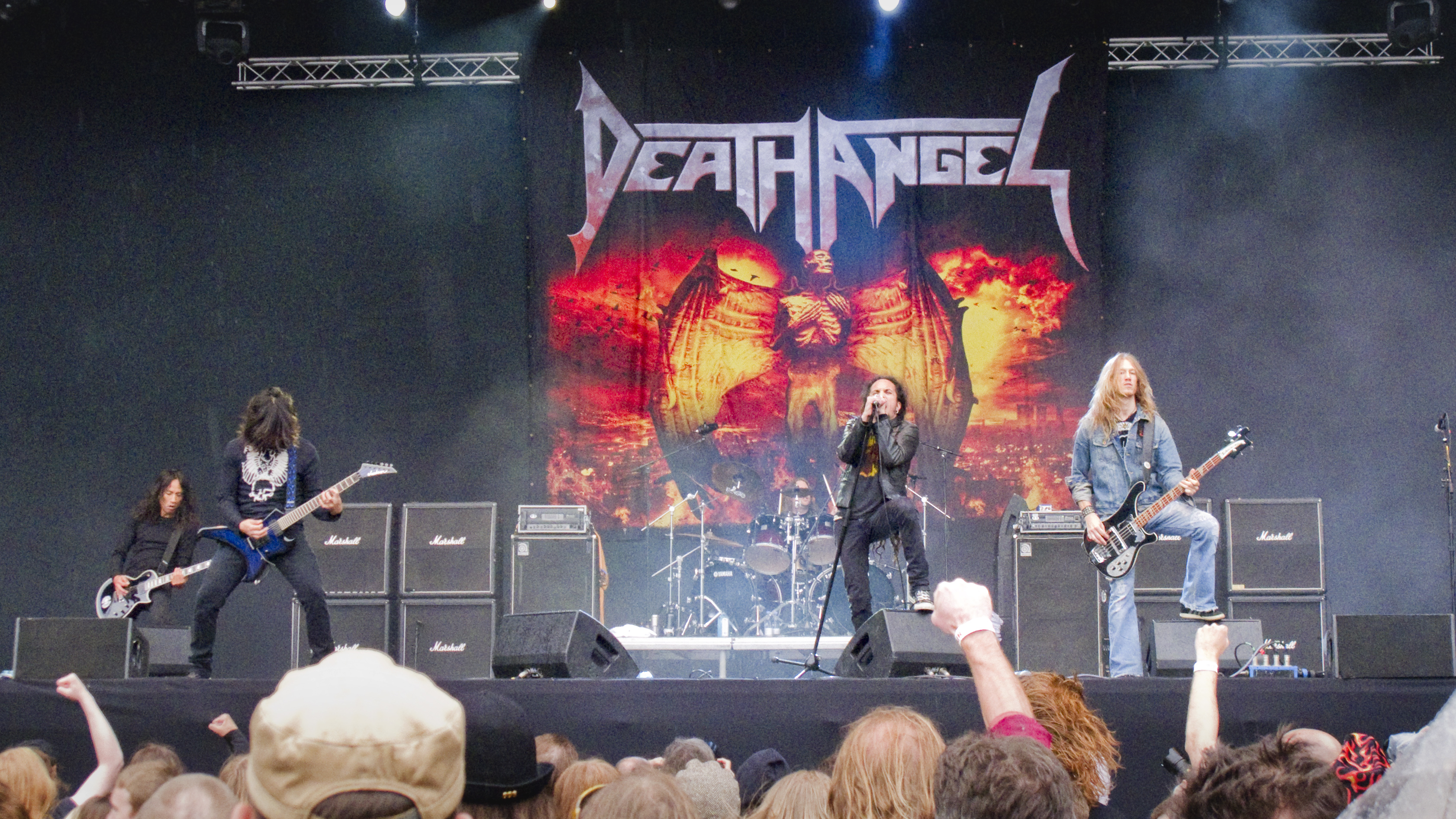
フィンランド・タンペレ公演 (2010年6月)

2009年1月、新ベーシストとしてオセヴエダのサイド・プロジェクトである「オール・タイム・ハイツ」でも活動しているサミー・ジョスダドが加入。同年6月、オリジナル・メンバーでドラマーのアンディ・ギャレオンが脱退。月末より始まるヨーロッパ・ツアーでは「ヴィシャル・ルーマーズ」等で活動していたウィル・キャロルが参加する。
2010年、6thアルバム『Relentless Retribution』を発表。
2013年、7thアルバム『The Dream Calls for Blood』を発表し、『THRASH DOMINATION 13』で7年ぶりの来日公演。翌2014年もHR/HMフェス『LOUD PARK 14』に出演のため3度目の来日を果たす。
2016年に8thアルバム『The Evil Divide』、2019年には9thアルバム『Humanicide』をリリース。

## メンバー
※2021年5月時点（オリジナル・メンバーは、全員がフィリピン系アメリカ人の親戚同士である）

### 現ラインナップ
- マーク・オゼグエダ (Mark Osegueda) - ボーカル (1984- )
- ロブ・カヴェスタニィ (Rob Cavestany) - リードギター (1982- )
- テッド・アギュラー (Ted Aguilar) - リズムギター (2001- )
- ダミアン・シッソン (Damien Sisson) - ベース (2009- )
- ウィル・キャロル (Will Carroll) - ドラムス (2009- )

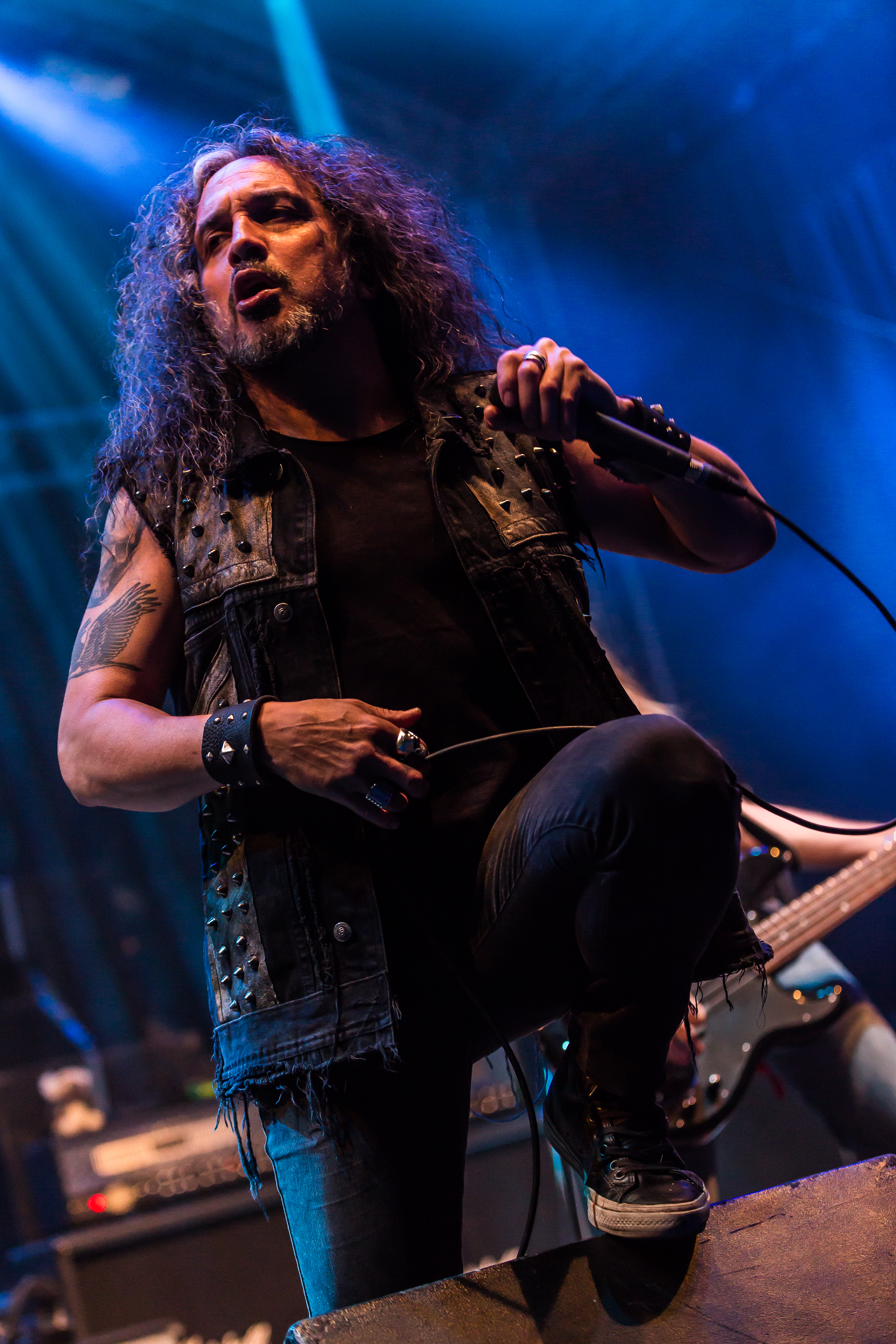
マーク・オゼグエダ(Vo) 2018年
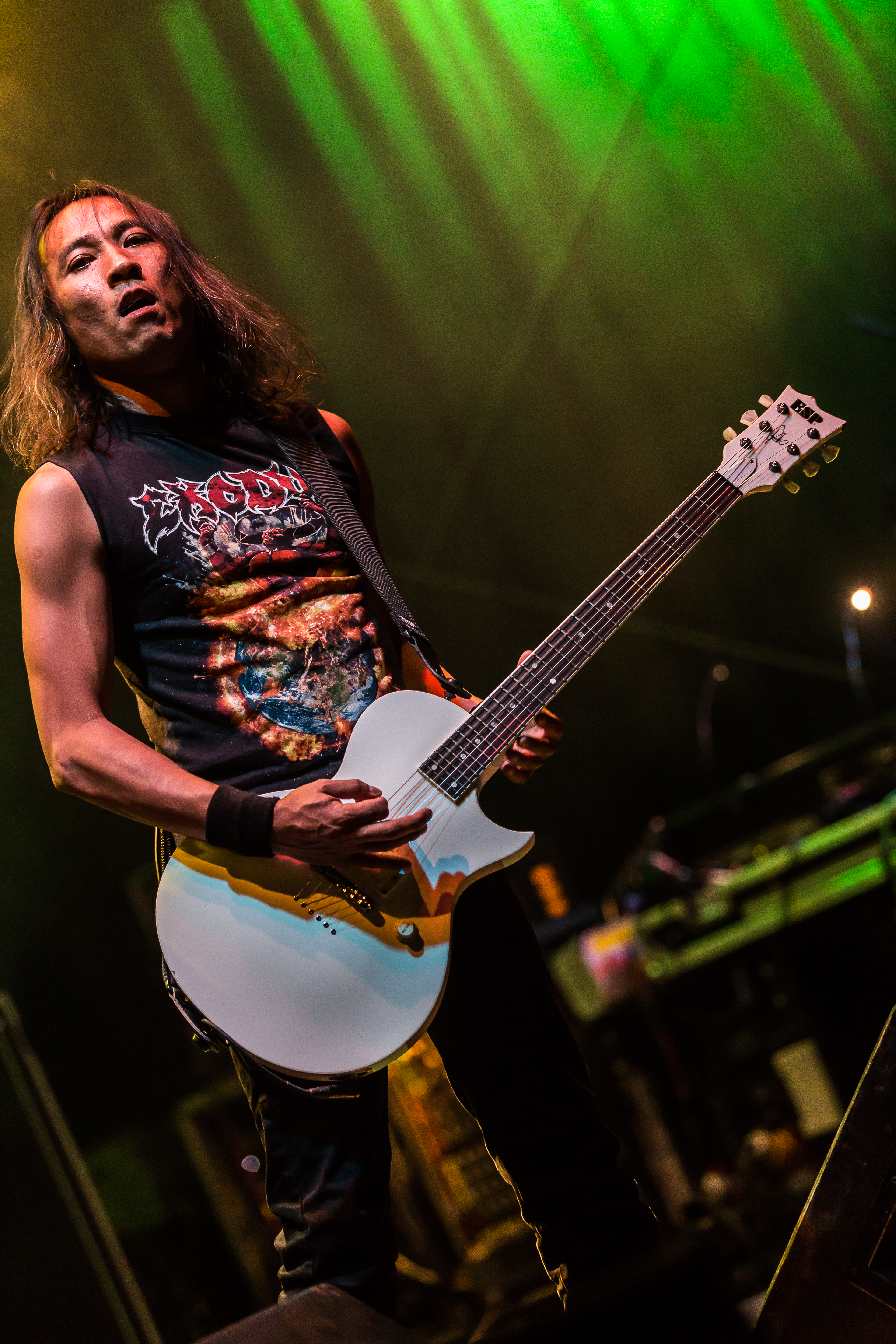
テッド・アギュラー(G) 2018年
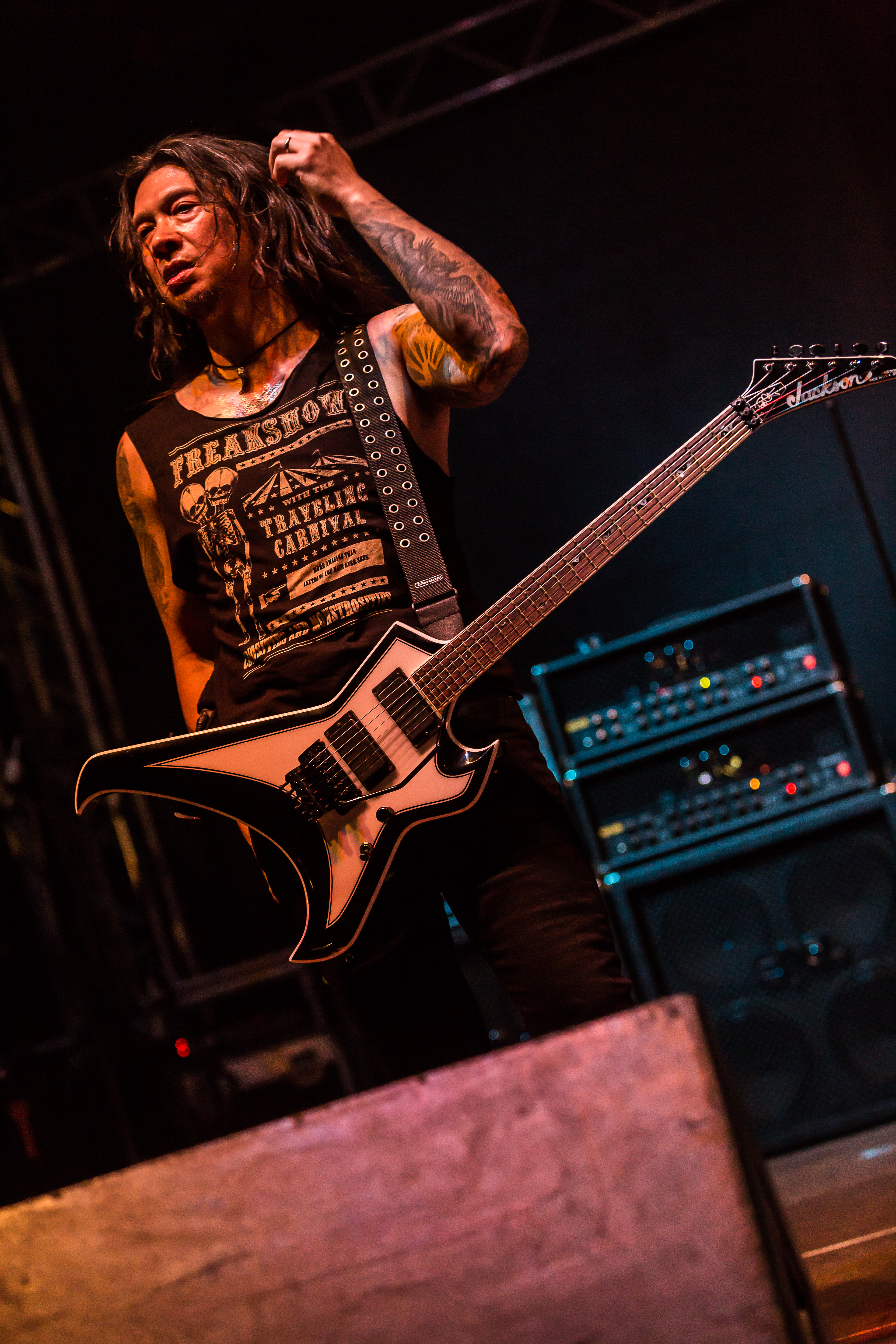
ロブ・カヴェスタニィ(G) 2018年
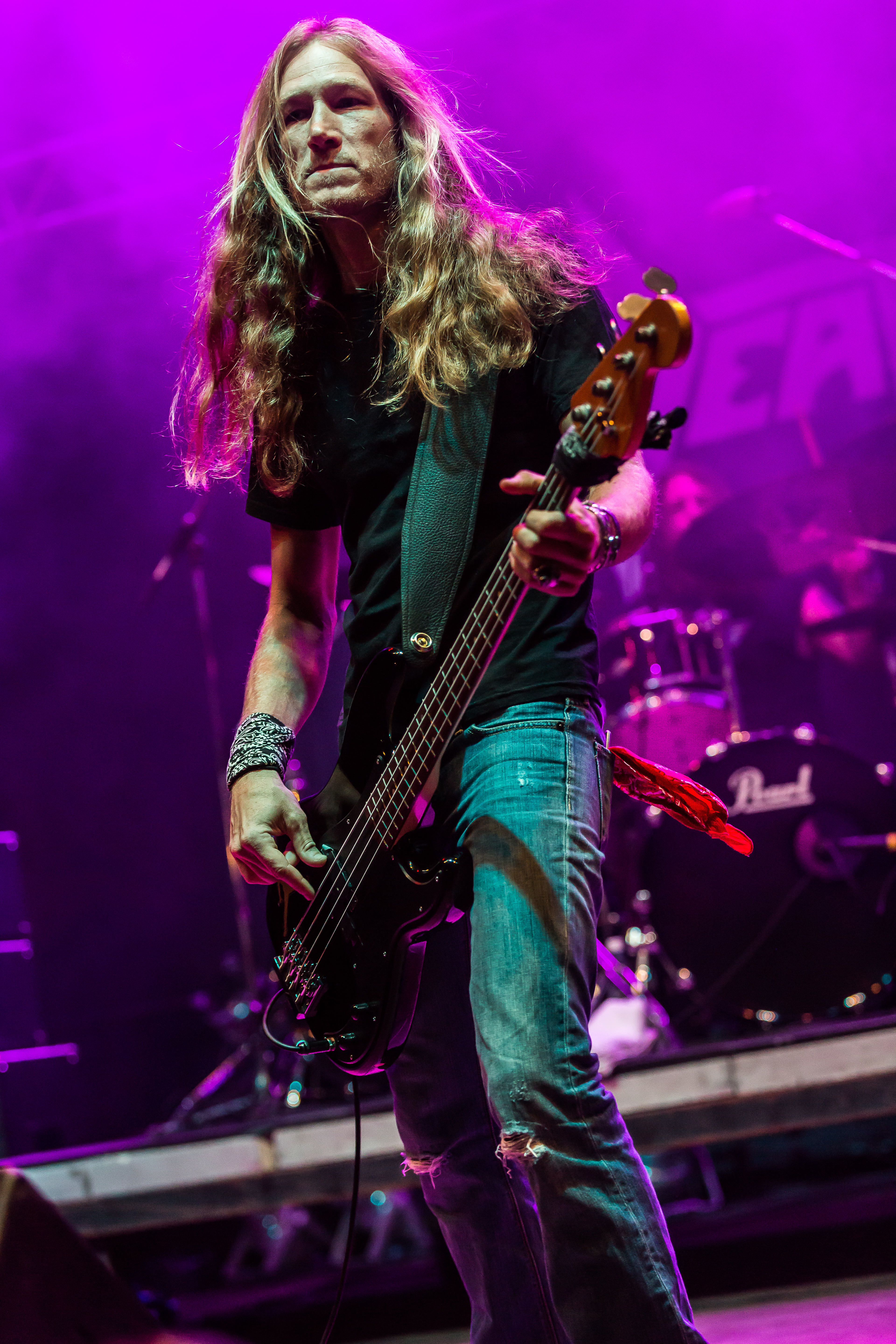
ダミアン・シッソン(B) 2018年
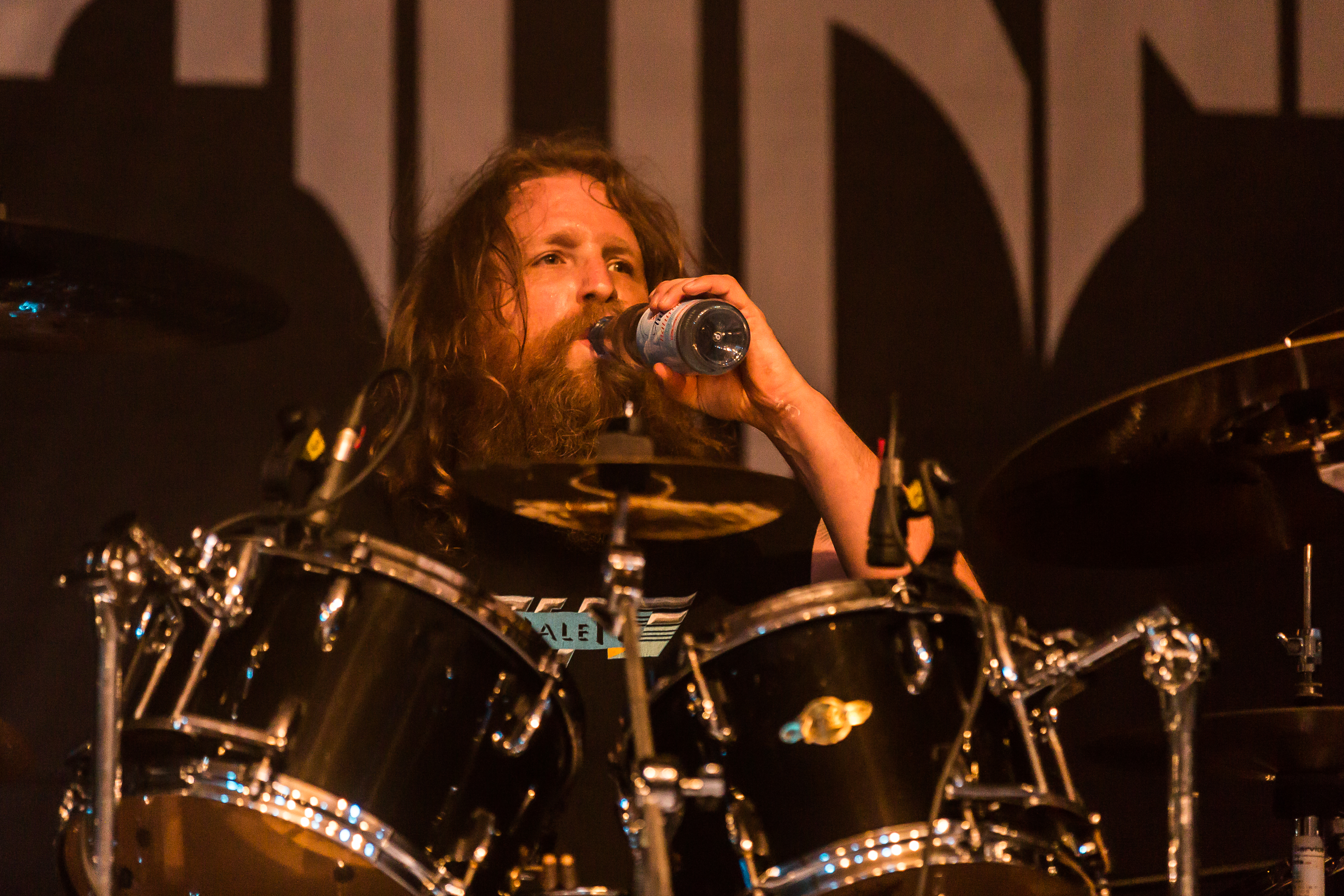
ウィル・キャロル(Ds) 2018年

### 旧メンバー
- デニス・ペパ (Dennis Pepa) - ベース/ボーカル (1982-2008)
- ガス・ペパ (Gus Pepa) - リズムギター (1982-1991)
- アンディ・ギャレオン (Andy Galeon) - ドラムス (1982-2009)
- クリス・コントス (Chris Kontos) - ドラムス (1991)
- サミー・ジョスダド (Sammy Diosdado) - ベース (2009)

## ディスコグラフィ

### スタジオ・アルバム
- 1987年　The Ultra-Violence
- 1988年　Frolic Through the Park
- 1990年　Act III
- 2004年　The Art of Dying
- 2008年　Killing Season
- 2010年　Relentless Retribution
- 2013年　The Dream Calls for Blood -『ザ・ドリーム・コールズ・フォー・ブラッド』
- 2016年　The Evil Divide
- 2019年　Humanicide -『ヒューマニサイド』

ジ・オーガニゼーション時代
- 1993年　The Organization
- 1995年　Savor The Flavor

### ライブ・アルバム
- 1990年　Fall From Grace
- 2009年　Sonic German Beatdown – Live in Germany
- 2021年　The Bastard Tracks

### コンピレーション・アルバム
- 2004年　V.A. / Nuclear Blast Sampler
- 2005年　Archives & Artifacts （ボックス）

### デモ
- 1983年　Heavy Metal Insanity
- 1986年　Kill As One